# D'or Fischer
D'or Fischer (Filadèlfia, Pennsilvània, 12 d'octubre de 1981) és un jugador professional de bàsquet estatunidenc nacionalitzat israelià. Fa 2,11 metres d'alçada, i juga normalment de pivot.

## Carrera
Després de la seva carrera universitària, que va alternar en dos centres acadèmics, Fischer va començar a jugar professionalment a l'Anwil Włocławek de la lliga polonesa, després de fer la pretemporada amb Charlotte Bobcats.
Tot i això, no va acabar la temporada i es va reenganxar a Roanoke Dazzle de la NBA D-League.
Posteriorment va marxar a Alemanya per jugar al EWE Baskets Oldenburg la temporada 2006-2007 i a Bèlgica amb Bree BBC el següent any.
L'estiu de 2008 va arribar al Maccabi de Tel-Aviv i va jugar dues temporades a l'Eurolliga, on es va guanyar la fama de pivot fort i dur. Ara ja és una anècdota, el fet de veure'l embolicat en un altercat, on va ser ferit a la cara i va provocar la seva hospitalització prop d'un mes el març de 2009.
Amb l'equip macabeu es va proclamar campió de lliga en la seva primera temporada.
Per a la temporada 2010-11 signa un contracte de dos anys amb el Reial Madrid per jugar a l'ACB i a l'Eurolliga.
Després de signar a Madrid uns números de 6,2 punts, 4.8 rebots per partit, a finals de juny de 2011 es va anunciar el seu fitxatge pel Bizkaia Bilbao Basket de la lliga Endesa.
Després de sonar amb força per recalar en les files del Regal Barça, va acabar fitxant pel BC Donetsk, campió de la lliga Ucraïnesa.